# Arkansas-Territorium

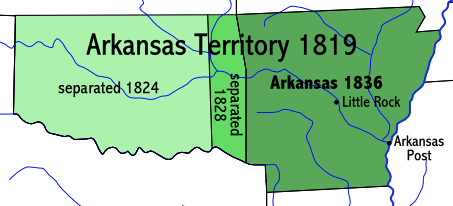
Karte des Arkansas-Territoriums

Das Arkansas-Territorium (anfänglich als Territorium von Arkansaw geschaffen) war ein historisches Hoheitsgebiet der Vereinigten Staaten, das vom 4. Juli 1819 bis zum 15. Juni 1836 bestand, als Arkansas als 25. Bundesstaat in die Union aufgenommen wurde. Es wurde unter dem Präsidenten James Monroe geschaffen.
Das Arkansas-Territorium wurde aus einem Teil des Missouri-Territoriums geschaffen. Es erstreckte sich südlich eines Punkts auf dem Mississippi River beim 36° N Breitengrads nach Westen zum Saint Francis River. Von dort aus folgend, verlief es den 36° 30′ N Breitengrads westwärts zur Territorialgrenze.
Das Arkansas-Territorium schloss neben dem gegenwärtigen Staatsgebiet von Arkansas, alle Gebiete des heutigen Oklahoma südlich des 36° 30′ N Breitengrads mit ein. Im Laufe der Zeit wurden dem Territorium zweimal Gebiete abgetrennt, das erste Mal am 15. November 1824 und das zweite Mal am 6. Mai 1828. Nach den Verkleinerungen hatte das Territorium die gegenwärtigen Ausmaße des Staates Arkansas.
Arkansas Post war von 1819 bis 1821 die erste territoriale Hauptstadt von Arkansas. Danach wurde sie nach Little Rock verlegt, das bis heute die Hauptstadt des Bundesstaates Arkansas ist.